# Грайлінг
Грайлінг (нім. Greiling) — громада в Німеччині, розташована в землі Баварія. Підпорядковується адміністративному округу Верхня Баварія. Входить до складу району Бад-Тельц-Вольфратсгаузен. Складова частина об'єднання громад Райхерсбоєрн.
Площа — 7,65 км2. Населення становить 1470 ос. (станом на 31 грудня 2020).